# Plateros borealis
Plateros borealis är en skalbaggsart som beskrevs av Green 1953. Plateros borealis ingår i släktet Plateros och familjen rödvingebaggar. Inga underarter finns listade i Catalogue of Life.